# هارولد سبنسر
هارولد سبنسر (بالإنجليزية: Harold Spencer)‏ (30 أبريل 1919 في المملكة المتحدة - 1 يناير 2003) هو لاعب كرة قدم بريطاني (وحمل سابقاً جنسية المملكة المتحدة لبريطانيا العظمى وأيرلندا) في مركز الدفاع. لعب مع نادي بيرنلي ونادي ريكسهام.